# 天津能源投资集团
天津能源投资集团有限公司，成立于2013年5月30日，简称天津能源，由天津市津能投资公司与天津市燃气集团重组而成，主营业务为天然气、热能、发电、新能源。公司为天津市国资委独资公司，注册资本100.85亿元。